# Apricot Portable

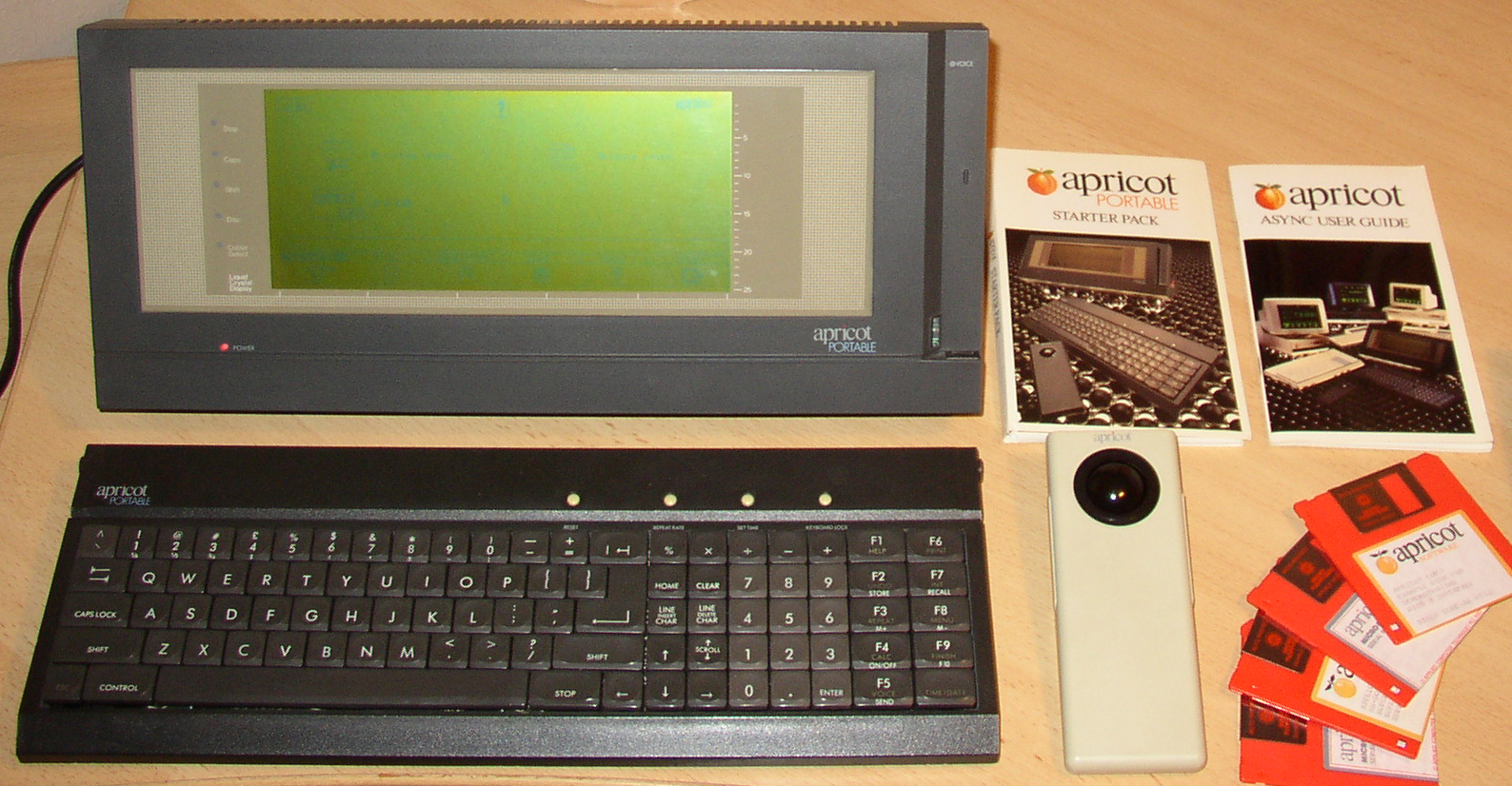
Apricot Portable con materiali allegati

L'Apricot Portable è un computer portatile prodotto dalla ACT, poi divenuta Apricot Computers, nel 1984. Come avevano già fatto molti produttori, con il Portable la ACT realizzò il suo primo portatile, compatibile con i propri computer da tavolo più diffusi. Aveva diverse caratteristiche tecnologicamente avanzate all'epoca: collegamenti senza filo, comandi vocali e mouse/trackball. Era rivolto a utilizzatori professionali, sebbene queste tecnologie non fossero ancora molto affidabili e lo schermo non fosse molto leggibile.
Il blocco principale include lo schermo inclinato, un lettore di floppy disk 3,5" da 720 kB sul lato destro e un alloggiamento per un microfono collegato via cavo. La tastiera separata e il mouse/trackball (a seconda di quale lato lo si gira), inclusi nel prezzo, sono senza filo, con collegamento a infrarossi funzionante anche a qualche metro, ma sono possibili anche collegamenti cablati. Il tutto era venduto con un robusto alloggiamento di plastica per il trasporto.
Il microprocessore è un Intel 8086, la memoria ROM è di 32 kB e la RAM è di 256 kB, di cui 211 kB disponibili per gli applicativi. Lo schermo è monocromatico a cristalli liquidi con risoluzione di 80x25 caratteri di testo o 640x256 pixel di grafica; se si collega un monitor esterno è possibile anche generare fino a 16 colori. La tastiera inclusa è a 87 tasti e 4 pulsanti IBM compatibile, ma con tasti molto compatti e piatti. Il sistema operativo è MS-DOS, CP/M-86 o altri CP/M.
La modalità Voice Driven Application riconosce 63 comandi vocali per applicativi come WordStar o SuperCalc; andava prima impostato il tipo di voce uomo/donna/bambino e l'eventuale presenza di rumore di fondo.